# حسام ولد زميرلي
حسام ولد زميرلي (موليد 7 نوفمبر 1984) هو لاعب كرة قدم جزائري.

## النادي
- 2002-2003 رائد القبة (للناشئين)
- 2003-2007 رائد القبة
- 2007-2008 اتحاد العاصمة الجزائر